# Кузенін Станіслав Петрович
Станіслав Петрович Кузенін (13 вересня 1933, місто Краматорськ, тепер Донецької області) — український радянський діяч, 1-й секретар Ждановського міського комітету КПУ Донецької області. Кандидат у члени ЦК КПУ в 1986—1990 р.

## Біографія
Освіта вища. У 1956 році закінчив Ждановський металургійний інститут Сталінської області.
У 1956—1960 роках — помічник майстра, майстер, начальник цеху машинобудівного заводу міста В'ятські Поляни Кіровської області РРФСР.
Член КПРС.
У 1960—1966 роках — майстер, заступник начальника, начальник ряду цехів, заступник головного технолога Ждановського заводу важкого машинобудування Донецької області. У 1966—1969 роках — заступник секретаря партійного комітету Ждановського заводу важкого машинобудування.
У 1969—1974 роках — 2-й секретар Іллічівського районного комітету КПУ міста Жданова. У 1974—1980 роках — 1-й секретар Іллічівського районного комітету КПУ міста Жданова Донецької області.
У 1980—1985 роках — 2-й секретар Ждановського міського комітету КПУ.
У 1985—1989 роках — 1-й секретар Ждановського міського комітету КПУ Донецької області.
У 1989—1993 роках — заступник директора фірми зовнішньоекономічних зв'язків, начальник 1-го відділу Маріупольського заводу «Азовмаш» Донецької області.
Потім — на пенсії у місті Маріуполі Донецької області.

## Нагороди
- орден Трудового Червоного Прапора
- орден Дружби народів
- ордени
- медалі